# 七省號戰艦
七省號（荷蘭語：De Zeven Provinciën）是一艘荷蘭共和國戰列艦。艦名來自於組成荷蘭聯省共和國之七個省分。於1664年在鹿特丹的馬士海軍總部建造，並於隔年下水，並可搭載80門大砲。

## 戰史
七省號在第二次英荷戰爭中作為荷蘭共和國海軍上將米希爾·德·魯伊特之旗艦，並於四日海戰與二日海戰中擊敗英國皇家海軍，帶領荷蘭邁向勝利。此後並作為指揮艦突襲倫敦東部之梅德韋地區，並封鎖泰晤士河。
魯伊特在第三次英荷戰爭中亦使用七省號為旗艦。在英格蘭東部薩克福郡外海的索爾灣海戰對抗英法聯合艦隊，最終推遲英法聯軍封鎖荷蘭近海的計畫。此後並參與第一次與第二次庫內維爾海戰，以及特塞爾海戰。1674年七省號更前往加勒比海西印度群島，襲擊法國殖民地馬提尼克首府法蘭西堡，但以失敗告終。
1676年七省號作為魯伊特的旗艦赴地中海參加反法同盟，與西班牙艦隊聯手阻止法國插手南義大利，但在奧古斯塔海戰中，魯伊特被法軍砲彈擊中腿部，傷重不治。七省號搭載魯伊特的遺體返國，於沿途法軍施放禮砲以表示敬意。
1692年七省號改裝為76門砲艦，並參加大同盟戰爭的拉和岬海戰，但於本次戰役受損嚴重，在1694年拆毀。

## 武裝
- 下層火砲甲板: 12門36磅砲與16門24磅砲(第三次英荷戰爭時全改為36磅砲)
- 上層火砲甲板: 14門18磅砲與12門12磅砲
- 船首、後甲板與船尾樓: 26門6磅砲

## 外部連結
- 荷蘭皇家海軍--歷史上的七省號（页面存档备份，存于） (Dutch)